# Bradfield St. George
Bradfield St. George is een civil parish in het bestuurlijke gebied West Suffolk, in het Engelse graafschap Suffolk met 386 inwoners.